# 永野竜太郎
永野 竜太郎（ながの りゅうたろう、1988年5月6日 – ）は、熊本県上益城郡益城町出身の日本のプロゴルファー。

## 経歴
幼少期は祖父が経営する牧場で練習していた。茨城県水城高等学校に進学。
2005年、「日本アマチュアゴルフ選手権競技」ではマッチプレーで行われた決勝で金庚泰に3アンド1で敗れた。
2006年、「全国高等学校ゴルフ選手権大会」で優勝。
2007年、東北福祉大学に進学。第62回国民体育大会ゴルフ競技では茨城県代表として成年男子の部・団体で優勝。
2008年にプロ転向。
2012年、「VanaH杯KBCオーガスタゴルフトーナメント」の4位タイが最高位。賞金ランク62位で初のシード権獲得。
2013年、「ブリヂストンオープンゴルフトーナメント」の11位タイが最高位。賞金ランク63位で2年連続シード権獲得。
2014年、「ダンロップ・スリクソン福島オープン」では優勝した小平智に2打及ばず岩田寛、木下稜介、山下和宏、稲森佑貴と並んで2位タイ。賞金ランク62位で3年連続シード権獲得。
2015年、「日本ゴルフツアー選手権」では優勝した梁津萬（リャン・ウェンチョン）に5打及ばずソン・ヨンハン、ブラッド・ケネディと並ぶ2位タイ。賞金ランク22位で4年連続シード権獲得。
2016年、熊本地震が発生した週に行われた「東建ホームメイトカップ」では最終日後半に6バーディーと追い上げ、プレーオフに1打届かない単独3位。永野は熊本市在住で「今週は少なからず不思議な力が働いたかもしれない」とコメントした。4,592万円余を獲得し賞金ランク18位で5年連続シード権獲得。
2017年、「マイナビABC選手権」では3日目を首位と1打差で終えたものの、最終日が中止となったため、そのまま2位タイとなった。賞金ランク38位で6年連続シード権獲得。
2018年、賞金ランク84位でシード権喪失。
2019年、「関西オープンゴルフ選手権競技」で7位タイが最高位。賞金ランク53位で2年ぶりにシード権獲得。
2021年、「全英への道 ミズノオープン」では最終日を首位と5打差で7人が並ぶ5位タイで迎えたが、バーディーを重ね単独2位。優勝したジュビック・パグンサンとともに「 全英オープン」出場権を獲得。全英では日本勢はカットライン上だった木下が唯一の決勝ラウンド進出。永野や金谷拓実は1打及ばず予選落ちした。「パナソニックオープン」では最終日18番ホールを2位と1打差の首位で迎えたが、痛恨のボギーを叩く。プレーオフでアマチュアの中島啓太に敗れ2位に終わった。